# Bernard von Bredow
Bernard Raymond von Bredow, egentlig Bernard Raymond Bredow (født 23. marts 1959 i Siegsdorf; død 22. oktober 2021 i Itauguá, Paraguay), var en tysk amatørvidenskabsmand, der arbejdede med palæontologi og eksperimentel arkæologi.
Bredow opnåede en vis berømmelse ved at finde og undersøge den såkaldte "Siegsdorfer mammut", hvis skelet han havde opdaget som skoledreng i 1975.